# Beninsko-tožská státní hranice

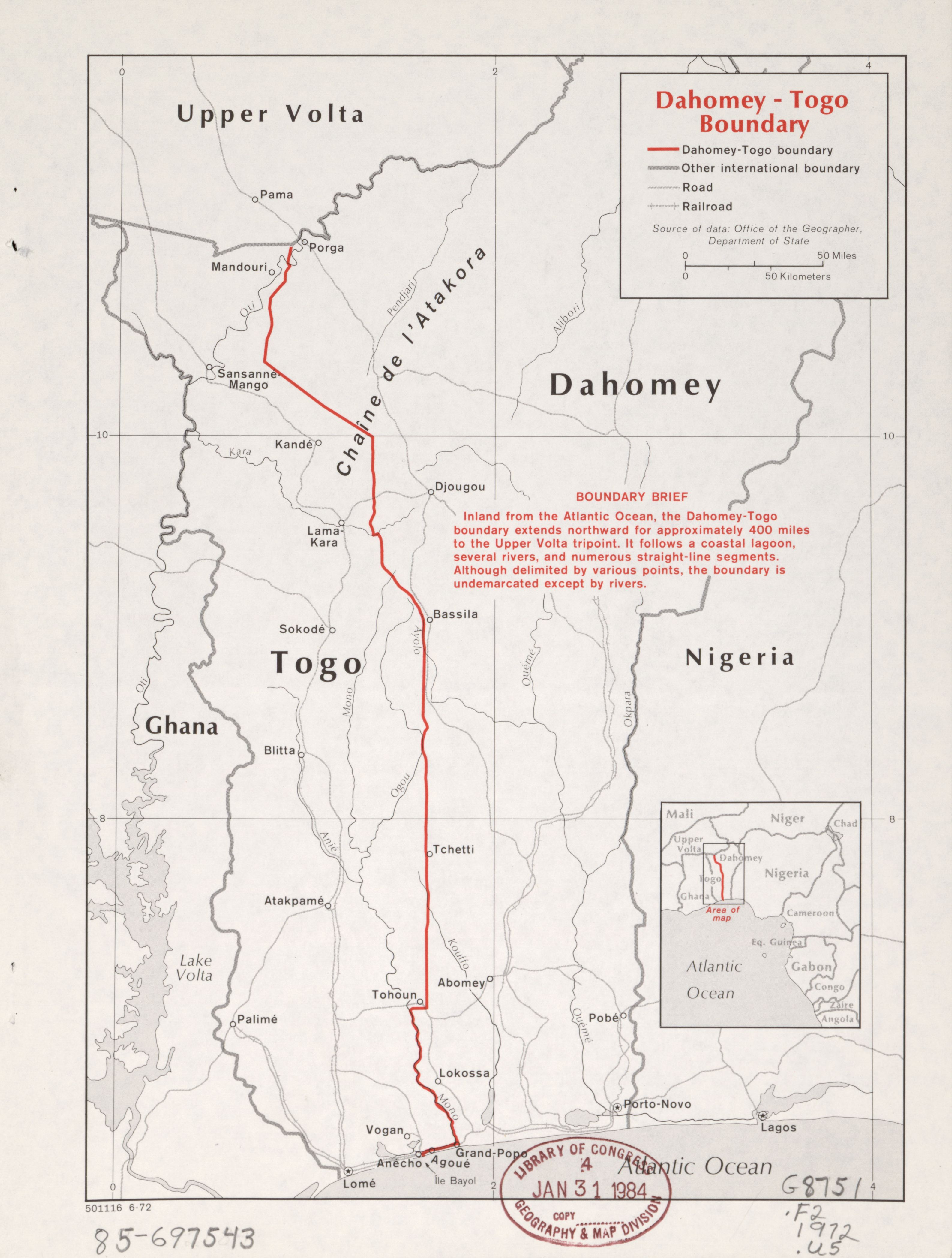
Mapa státní hranice mezi Beninem (Dahomey) a Togem z roku 1972

Státní hranice mezi Beninem a Togem je dlouhá 651 km a vede od trojmezí s Burkina Fasou na severu až k Beninskému zálivu na jihu.

## Popis
Na severu začíná hranice v trojmezí s Burkina Fasou. Poté pokračuje po souši jihozápadním směrem. V blízkosti Grando Namoni se stáčí na jihovýchod a poté v blízkosti vesnice Gando prudce mění směr k jihu. Hranice poté postupuje na jih zhruba v přímém směru, kdy příležitostně využívá toků řek jako Ogou a v nejjižnějším úseku řeku Mono. V této oblasti se nachází také nejvyšší hora Beninu, Mont Sokbaro, který leží téměř na státní hranici. Na jihu před dosažením Atlantského oceánu se hranice ostře stáčí na západ.

## Historie
Během druhé poloviny 19. století začala Francie zakládat malé obchodní osady na západoafrickém pobřeží. V roce 1851 byla podepsána smlouva o přátelství mezi Francií a Dahomejským královstvím, které se rozkládalo v jižní části moderního Beninu. Poté byl v roce 1863 v Porto Novo vytvořen protektorát. V roce 1894 byla vyhlášena Kolonie Dahomey, která byla v roce 1899 zahrnuta do větší francouzské kolonie Francouzské Západní Afriky.
V 80. letech 19. století došlo k intenzivnímu boji mezi evropskými mocnostmi o území v Africe. Tyto události jsou známé jako dělení Afriky či závod o Afriku. Ve stejné době projevilo i Německo zájem o získání afrických kolonií a v červenci 1884 podepsalo smlouvy s náčelníky území rozkládajících se na pobřeží dnešního Toga. Francie uznala německé nároky na toto území následujícího roku. Nejjižnější část hranice byla dohodnuta procès-verbal v roce 1887. Zbytek hranice byl urovnán francouzsko-německým protokolem z července 1897. Podrobnější pohraniční smlouva byla dohodnuta v září 1912.
Během první světové války byl německý Togoland obsazen spojeneckými silami a rozdělen na Britský Togoland a Francouzský Togoland. Podle plebiscitu z roku 1956 byl britský Togoland včleněn do kolonie Zlatonosné pobřeží. Tato kolonie získala v následujícím roce nezávislost jako suverénní stát Ghana. Zbytek tožského území zůstal pod francouzskou kontrolou. Ovšem i Francie započala s postupnou dekolonizací a postupně svým africkým koloniím udílela více politických práv. To vyvrcholilo v roce 1958 udělením široké vnitřní autonomie každé kolonii v rámci Francouzského společenství. Francouzský Togoland vyhlásil úplnou nezávislost jako suverénní stát Togo dne 27. dubna 1960. Jejich vzájemná hranice se tak stala státní hranici mezi dvěma suverénními státy.